# Lee Eun-saem
Lee Eun-saem (en hangul, 이은샘; nacida el 10 de octubre de 1999) es una actriz surcoreana.

## Carrera
Lee Eun-saem debutó como actriz infantil en 2007, en la serie de KBS1 그대의 풍경 (Your Scene). La propia Lee cuenta cómo logró ese papel: «fue como un casting callejero. Mientras caminaba por unos grandes almacenes, escuché que me tomarían una foto gratis, así que tomé una y se convirtió en mi perfil. Después de que la foto circuló, recibí una llamada preguntándome si quería hacer una audición para Your Scene».
Después de esta experiencia volvió a la vida escolar, y solo cuando estaba en segundo curso de escuelas secundaria comenzó a trabajar de nuevo como actriz.Desde 2017 ha aparecido en papeles de reparto en numerosas películas y series de televisión. Uno de sus trabajos más destacados fue el de Jin Yoo-ra en la serie de 2020 Black Dog: Being A Teacher, una estudiante de secundaria que intenta mantenerse sola a pesar de sus difíciles circunstancias familiares.
Además de su trabajo como actriz, Lee ha sido presentadora de algunos programas televisivos para la audiencia infantil, como Pani Pani (KBS2, 2009), Let's Make It (EBS, 2013), Bread Cooking Bus (EBS, 2016) y El jardín de infancia de mi casa (EBS1, 2020).
En 2021 interpretó el papel de Son Young-hee, una amiga tranquila, cautelosa y reflexiva de Deok-im (interpretada por Lee Se-young), en The Red Sleeve, de MBC. Al año siguiente participó en el reparto del gran éxito de audiencia Estamos muertos, con el papel de Park Mi-jin, una estudiante de tercer curso en la escuela Hyosan. También en 2022 apareció en la serie de SBS Cheer Up con el personaje de Ju Seon-ja. Este último papel le valió el premio como mejor actriz revelación en los SBS Drama Awards.
En mayo de 2023 la actriz firmó un contrato de representación exclusiva con la agencia Ghost Studio. A finales de junio se estrenó la serie web Secundaria Internacional de Cheongdam, un drama adolescente donde aparece con un papel destacado, el de Kim Hye-jin.

## Filmografía

### Cine
| Año  | Título                           | Hangul                | Papel                    | Ref.   |
| ---- | -------------------------------- | --------------------- | ------------------------ | ------ |
| 2009 | Fly, Penguin                     | 날아라 펭귄           | Soo-ji                   | [ 12 ] |
| 2017 | Midnight Runners                 | 청년경찰              | Eun-sam                  | [ 12 ] |
| 2019 | Innocent Witness                 | 증인                  | Estudiante de secundaria |        |
| 2019 | The Gangster, the Cop, the Devil | 악인전                | Estudiante de secundaria | [ 13 ] |
| 2019 | The Fault Is Not Yours           | 어제 일은 모두 괜찮아 | Mi-ran                   | [ 4 ]  |

### Series de televisión
| Año  | Título                                | Papel         | Canal         | Notas                    | Ref.          |
| ---- | ------------------------------------- | ------------- | ------------- | ------------------------ | ------------- |
| 2007 | Your Scene                            | Si-eun        | KBS1          | Debut                    | [ 2 ]         |
| 2008 | Kokkiri                               | Park-yeon     |               |                          |               |
| 2008 | Birth of a New Couple                 | Yoo-su        |               |                          |               |
| 2017 | Sweet Revenge                         | Lee So-eun    | Oksusu        | Serie web                | [ 14 ]        |
| 2018 | Bad Papa                              | Lee Seul-ki   | MBC           |                          | [ 5 ] [ 15 ]  |
| 2018 | Anthology                             | Choi Sung-ji  | tvN           | Drama Stage, un episodio | [ 16 ] [ 17 ] |
| 2018 | The Miracle We Met                    | Young-ju      | KBS2          |                          | [ 16 ] [ 18 ] |
| 2018 | Priest                                | Chae Yi-soo   | OCN           |                          | [ 19 ] [ 20 ] |
| 2019 | Black Dog: Being A Teacher            | Jin Yoo-ra    | tvN           |                          | [ 21 ] [ 22 ] |
| 2021 | The Red Sleeve                        | Son Young-hee | MBC           |                          | [ 23 ] [ 24 ] |
| 2022 | Estamos muertos                       | Park Mi-jin   | Netflix       | Serie web                | [ 8 ] [ 25 ]  |
| 2022 | Cheer Up                              | Ju Seon-ja    | SBS           |                          | [ 26 ] [ 27 ] |
| 2023 | Secundaria Internacional de Cheongdam | Kim Hye-in    | Wavve/Netflix | Serie web                | [ 28 ] [ 29 ] |

## Otras actividades

### Programas de televisión
| Año  | Título                           | Hangul               | Función      | Canal | Notas               | Ref.          |
| ---- | -------------------------------- | -------------------- | ------------ | ----- | ------------------- | ------------- |
| 2009 | Jardín de infancia TV Pani Pani  | TV유치원 파니파니    | Presentadora | KBS2  |                     | [ 6 ]         |
| 2013 | Hagámoslo                        | How - 만들어볼까요   | Presentadora | EBS   |                     | [ 5 ]         |
| 2016 | Autobús de cocina                | 빵빵 요리버스        | Presentadora | EBS1  |                     | [ 6 ] [ 30 ]  |
| 2020 | El jardín de infancia de mi casa | 생방송 우리집 유치원 | Maestra      | EBS1  |                     | [ 6 ] [ 31 ]  |
| 2022 | Hermanos conocedores             | 아는 형님            | Invitada     | JTBC  | 12 de marzo de 2022 | [ 32 ] [ 33 ] |

## Premios y nominaciones
| Año  | Premios                    | Categoría                            | Papel           | Resultado | Ref.          |
| ---- | -------------------------- | ------------------------------------ | --------------- | --------- | ------------- |
| 2022 | SBS Drama Awards           | Mejor actriz revelación              | Cheer Up        | Ganadora  | [ 10 ] [ 34 ] |
| 2022 | SBS Drama Awards           | Mejor trabajo de conjunto            | Cheer Up        | Ganadora  | [ 10 ] [ 34 ] |
| 2023 | 21.º Director's Cut Awards | Mejor actriz revelación (televisión) | Estamos muertos | Nominada  | [ 35 ] [ 36 ] |
| 2023 | Asia Artist Awards         | Mejor actriz revelación              | —               | Ganadora  | [ 37 ] [ 38 ] |